# Stage Door Canteen
Stage Door Canteen (bra: Noivas de Tio Sam; prt: Chuva de Estrelas) é um filme estadunidense de 1943, do gênero comédia musical, dirigido por Frank Borzage. É praticamente um show filmado, embora haja uma história. Os atores interpretam eles mesmos no musical. O filme celebra o Stage Door Canteen, local que servia como centro de recreação para militares que estavam de licença durante a guerra.

## Sinopse
O filme mostra várias mulheres que trabalham como voluntárias para o Stage Door Canteen, elas devem obedecer a regras estritas de conduta, sendo que as mais importantes delas é que, o seu trabalho é proporcionar a convivência amistosa e ser parceiras de dança dos homens que estão prestes a serem enviados para o combate, não é permitido envolvimento romântico. Uma voluntária que confessa que só trabalha no Stage, a fim de ser descoberta por uma das estrelas de Hollywood que também ajudam no local, acaba se apaixonando por um dos soldados.

## Elenco
- Cheryl Walker
- William Terry
- Marjorie Riordan
- Katharine Hepburn

## Principais prêmios e indicações
Oscar 1944 (EUA)
- Indicado ao Prêmio de Melhor Canção Original.[1]